# Джайнчу
Джайнчу (чечен. Жайнечу) — покинутый аул в Шалинском районе Чеченской республики. Ныне урочище на востоке от Дуба-Юрта, за хребтом «Малхбалехьара дукъ».
По мнению чеченского исследователя-краеведа, педагога и народного поэта А. С. Сулейманова, Жайнечу переводится как Жайна (чеч.) — крест, талисман, книга.